# Canal 11 (Paraná)
El Canal 11 de Paraná, más conocido como ELONCE, es un canal de televisión abierta argentino que transmite desde la ciudad de Paraná. El canal se llega a ver en parte de la Provincia de Entre Ríos. Es operado por Federal Comunicaciones S.A..
La emisora difunde contenidos de producción propia y programación enlatada de otros canales y productoras de esa provincia, también transmite en vivo por YouTube sus programas de noticias e interés general
Su portal de noticias, llamado originalmente "El Once Digital", fue lanzado el 27 de marzo de 2003 a las 7:00 a. m. (hora local) y fue el primer portal de noticias por internet de la Provincia de Entre Ríos. En 2013, el nombre del portal fue cambiado por elonce.com

## Señal en alta definición
La señal en HD fue lanzada en septiembre de 2018, a través de la normativa ISDB-T para la grilla de la empresa Gigared para las ciudades de Paraná, Santa Fe, Santo Tomé, Crespo, Coronda y zonas aledañas. Luego también la versión Full HD del canal llegó a todo Entre Ríos, Corrientes y Santa Fe mediante la Asociación Entrerriana de TV (AET). Desde el 26 de agosto de 2021, el canal también se encuentra disponible en la Televisión Digital Abierta (TDA) en el canal 36.1 cubriendo Paraná, Santa Fe y alrededores. El 5 de abril de 2024 la señal en Flow pasó a ser emitida en alta definición en el canal 32 (estaba en el 541 SD) para Paraná, Gualeguaychú, Gualeguay, Concepción del Uruguay y Federación.

## Once Por Todos
Es un programa de televisión para recolectar donaciones para fines mayormente caritativos para escuelas, jardines de niños, orfanatos y ONGs, siendo considerado como el primer telemaratón solidario de la Provincia de Entre Ríos. Fue lanzado al aire el 2 de diciembre de 2004 desde el mediodía, con el objetivo de recaudar fondos, alimentos no perecederos, pañales, y demás recursos humanos. Es utilizada para las dos primeras ediciones, la iniciativa se renueva cada año el 8 de diciembre y se transmite por Canal 11 desde las 12:00 p.m. hasta las 11:00 p.m. Por lo general, muchos artistas entrerrianos (cantantes, músicos, comediantes) apoyan la causa y piden al público que haga donaciones. Las promesas se recaudan a través de una centralita compuesta por voluntarios (en la Sala Mayo de Paraná).

## Programación
El canal emite informativos paranaenses que brindan información provincial y nacional. Posee 5 ediciones que se emiten de lunes a viernes y una exclusivamente el sábado. A ellos se suman programas de entretención y de ficción envasados y de elaboración propia.

## Logos
El logo siempre ha representado a una pelota roja, el color rojo proviene de la bandera de Entre Ríos, el significado del rojo es el color tradicional del federalismo argentino.

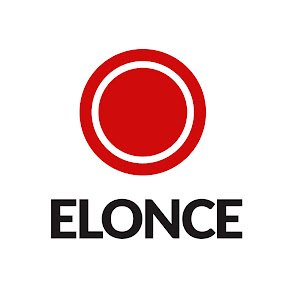
2019-

## Eslóganes
- 1992-2012: La televisión abierta
- 2004-2007: Junto a usted[4]
- 2008-2014: Te ves[5]
- 2014-2019: Televisión abierta, a todas las voces
- 2019-: Todas nuestras voces